# إيلي رايموند
إيلي رايموند (بالإنجليزية: Ellie Raymond)‏ (29 يناير 1991 في أستراليا - ) هي لاعبة كرة قدم أسترالية في مركز الهجوم. لعبت مع كانبيرا يونايتد.

## وصلات خارجية
- إيلي رايموند على موقع قاعدة بيانات كرة القدم.إي يو (الإنجليزية)